# مات رايس
مات رايس (بالإنجليزية: Matt Reis)‏ (28 مارس 1975 بأتلانتا في الولايات المتحدة - ) هو لاعب كرة قدم أمريكي في مركز حراسة المرمى. شارك مع منتخب الولايات المتحدة لكرة القدم. أما مع النوادي، فقد لعب مع لوس أنجلوس غلاكسي ونيو إنجلاند ريفولوشن وOrange County Blue Star ‏.

## وصلات خارجية
- مات رايس على موقع الدوري الأمريكي (الإنجليزية)
- مات رايس على موقع قاعدة بيانات كرة القدم.إي يو (الإنجليزية)
- مات رايس على موقع ناشيونال فوتبول تيمز (الإنجليزية)
- مات رايس على موقع Soccerway.com (الإنجليزية)
- مات رايس على موقع عالم كرة القدم.نت (الإنجليزية)